# اس‌اس وی.ای. فاگ
اس‌اس وی. ای. فاگ (به انگلیسی: SS V. A. Fogg) یک کشتی بود. این کشتی در سال ۱۹۴۳ ساخته شد.